# Metamorphosis (The Rolling Stones)
Metamorphosis è una compilation della band britannica dei Rolling Stones, pubblicata negli Stati Uniti nel 1975 dalla ABKCO Records.

## Storia
A seguito della pubblicazione di Hot Rocks 1964-1971 nel 1971, venne compilato un album intitolato Necrophilia che avrebbe dovuto essere la prossima pubblicazione del gruppo, con la collaborazione di Andrew Loog Oldham, contenente svariate tracce alternative, inedite dei Rolling Stones relative al periodo Decca/London. Mentre tale progetto non si concretizzò mai venendo soppiantato da More Hot Rocks (Big Hits & Fazed Cookies), molte delle versioni inedite furono accantonate in vista di un progetto futuro. Nel 1974, giusto per dare all'operazione una parvenza di ufficialità, Bill Wyman si impegnò a compilare una compilation che avrebbe dovuto intitolarsi Black Box. Tuttavia, Allen Klein voleva che fossero presenti nel progetto più brani a firma Mick Jagger/Keith Richards per ragioni commerciali, e il lavoro di Wyman non venne utilizzato. Metamorphosis fu quindi pubblicato al suo posto.

Fu pubblicata negli Stati Uniti nel 1975 dalla ABKCO Records, etichetta di proprietà dell'ex manager della band Allen Klein, senza l'autorizzazione del gruppo, sfruttando materiale inciso per la Decca Records/London Records, prima che il gruppo creasse la propria etichetta, la Rolling Stones Records. In Gran Bretagna l'album venne distribuito dalla Decca Records.

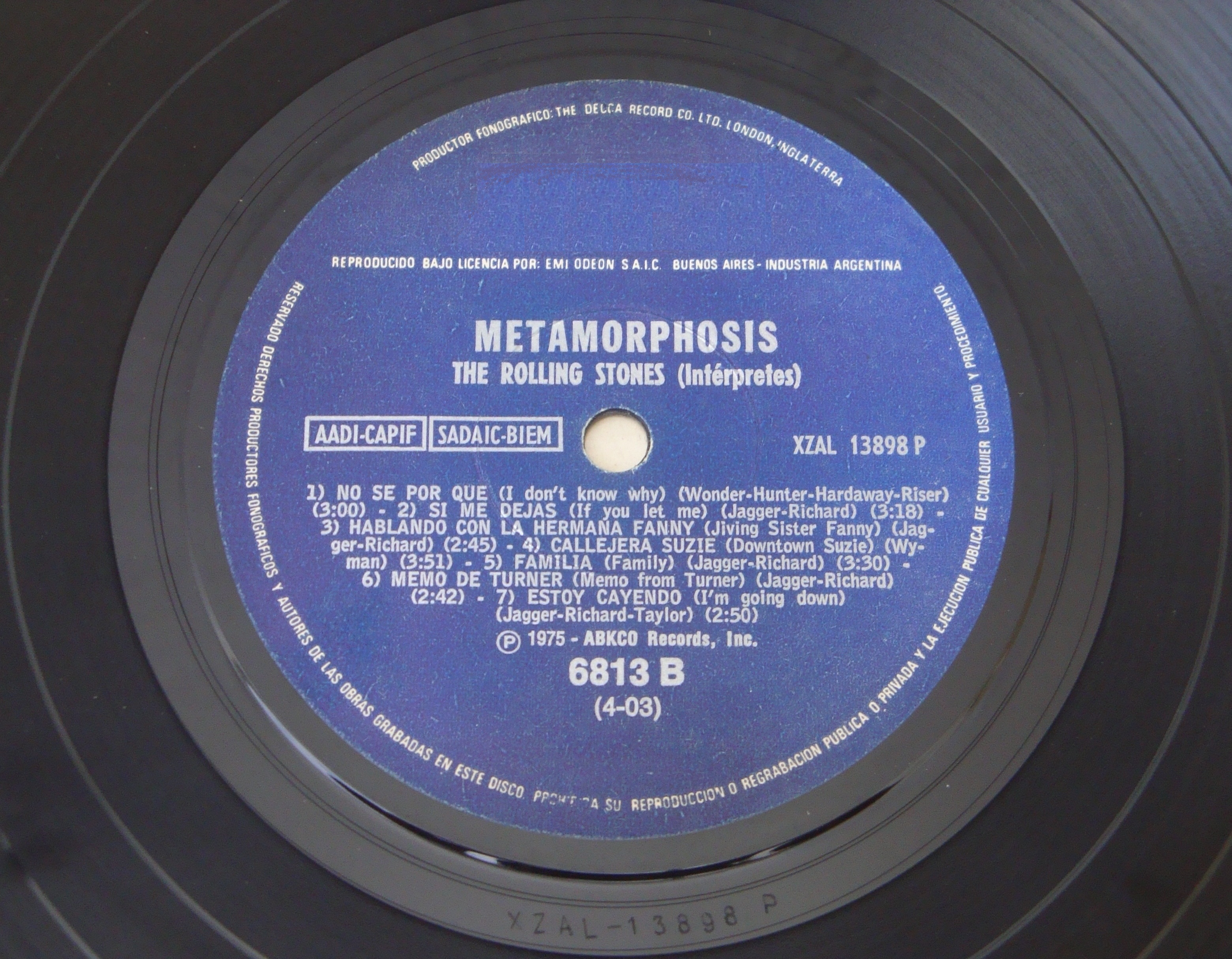
Etichetta del vinile della versione spagnola dell'album Metamorphosis

Fu pubblicato nel mese di giugno, in modo da raccogliere i benefici del tour promozionale dell'altra compilation del gruppo, Made in the Shade, uscita poco tempo prima. Contiene brani inediti o versioni differenti di canzoni già pubblicate. Come per i primi album del gruppo, la lista delle tracce differiva nella versione statunitense e in quella europea (che contiene due brani inediti extra). Nella canzone Downtown Suzie c'è una partecipazione (non accreditata) di Ry Cooder. Il titolo e la copertina dell'album, dove un'illustrazione mostra gli Stones mentre si tolgono una maschera rivelando un volto da insetti, allude al racconto La metamorfosi di Franz Kafka.

## Brani
Molte delle tracce che appaiono sulla prima facciata del vinile (tutti i brani fino a Try a Little Harder, tranne Don't Lie to Me) sono provini demo delle canzoni, scritte da Jagger & Richards per essere interpretate da altri artisti. Esse furono per la maggior parte registrate con l'ausilio di musicisti di studio come Big Jim Sullivan alla chitarra, Clem Cattini alla batteria, e Jimmy Page alla chitarra, e non erano destinate a essere pubblicate come brani dei Rolling Stones. Durante il periodo 1964-1965, Mick Jagger e Andrew Loog Oldham guidarono un gruppo di session men che includeva gli arrangiatori Arthur Greenslade e Mike Leander, il chitarrista Jimmy Page, il pianista Nicky Hopkins, il bassista John Paul Jones, e molti altri, riuniti per registrare nastri demo delle tante canzoni sfornate all'epoca da Jagger e Keith Richards. Alcune di esse sarebbero poi state successivamente ri-registrate dagli Stones stessi; altre, invece, sarebbero state utilizzate come tracce strumentali base per le versioni date da altri artisti dei brani in questione. Metamorphosis contiene diversi brani di quest'ultima categoria, come Each and Every Day of the Year (incisa da Bobby Jameson), I'd Much Rather Be With the Boys (The Toggery Five), Some Things Just Stick in Your Mind (Vashti), (Walkin' Thru the) Sleepy City (The Mighty Avengers), e We're Wasting Time (Jimmy Tarbuck). Inoltre, nella stragrande maggioranza dei brani, l'unico Rolling Stone ad apparire sul disco è Jagger. Mentre Out of Time e Heart of Stone erano canzoni già molto conosciute, appaiono qui in veste totalmente differente rispetto alle versioni definitive poi pubblicate. La seconda facciata dell'LP contiene registrazioni inedite del gruppo prevalentemente databili alle sessioni per l'album Sticky Fingers, eccezion fatta per la cover di I Don't Know Why di Stevie Wonder, incisa nel 1969 durante la lavorazione dell'album Let It Bleed. Tra tutti spicca Memo from Turner, brano registrato per la colonna sonora del film Sadismo del 1970 nel quale recitava Jagger.

## Accoglienza
| Recensione           | Giudizio           |
| -------------------- | ------------------ |
| AllMusic             | [ 4 ]              |
| Robert Christgau     | B+                 |
| Rolling Stone        | non classificabile |
| Entertainment Weekly | B                  |

(Charlie Watts a proposito di Metamorphosis)
Anche se le critiche al disco furono piuttosto negative (molti recensori lo definirono un album pieno di "scarti"), Metamorphosis riuscì comunque a piazzarsi alla posizione numero 8 in classifica negli Stati Uniti, e alla numero 45 in Gran Bretagna. Furono estratti anche due singoli dall'album: Out of Time (con Jagger che cantava sopra la traccia strumentale utilizzata per la cover del brano fatta da Chris Farlowe nel 1966), e una cover di Stevie Wonder, la canzone I Don't Know Why.

## Tracce

### Versione UK(Decca SKL 5212)
- Tutti i brani sono opera di Mick Jagger & Keith Richards, eccetto dove indicato.

Lato 1
1. Out of Time - 3:22
2. Don't Lie to Me (Hudson Whittaker) - 2:00
3. Some Things Just Stick in Your Mind - 2:25
4. Each and Everyday of the Year - 2:48
5. Heart of Stone - 3:47
6. I'd Much Rather Be With the Boys (Oldham/Richard) - 2:11
7. (Walkin' Thru the) Sleepy City - 2:51
8. We're Wastin' Time - 2:42
9. Try a Little Harder - 2:17

Lato 2
1. I Don't Know Why (Stevie Wonder/Paul Riser/Don Hunter/Lula Hardaway) - 3:01
2. If You Let Me - 3:17
3. Jiving Sister Fanny - 3:24
4. Downtown Suzie (Bill Wyman) - 3:52
5. Family - 4:05
6. Memo from Turner - 2:45
7. I'm Going Down - 2:52

### Versione USA(ABKCO ANA1)
Lato 1
1. Out of Time - 3:22
2. Don't Lie to Me (Hudson Whittaker) - 2:00
3. Each and Everyday of the Year - 2:48
4. Heart of Stone - 3:47
5. I'd Much Rather Be With the Boys (Oldham/Richard) - 2:11
6. (Walkin' Thru the) Sleepy City - 2:51
7. Try a Little Harder - 2:17

Lato 2
1. I Don't Know Why (Stevie Wonder/Paul Riser/Don Hunter/Lula Hardaway) - 3:01
2. If You Let Me - 3:17
3. Jiving Sister Fanny - 3:24
4. Downtown Suzie (Bill Wyman) - 3:52
5. Family - 4:05
6. Memo from Turner - 2:45
7. I'm Going Down - 2:52